# لي إزرائيل
لي إزرائيل (بالإنجليزية: Lee Israel)‏ هي كاتِبة أمريكية، ولدت في 3 ديسمبر 1939 في بروكلين في الولايات المتحدة، وتوفيت في 24 ديسمبر 2014 في مانهاتن في الولايات المتحدة بسبب ورم نخاعي متعدد.

## وصلات خارجية
- لي إزرائيل على موقع IMDb (الإنجليزية)
- لي إزرائيل على موقع الموسوعة البريطانية (الإنجليزية)